# Bunpei Yorifuji
Bunpei Yorifuji (寄藤 文平, Yorifuji Bunpei), est un illustrateur et directeur artistique dans la publicité, japonais, né en 1973, dans la préfecture de Nagano, au Japon.
Il est principalement connu pour ses posters illustrés, très schématiques.

## Biographie
Né en 1973, dans la préfecture de Nagano, il est diplômé de école supérieure Inakita de la préfecture de Nagano (ja) (長野県伊那北高等学校). Il étudie ensuite à l'Université d'art de Musashino, à Kodaira, près de Tokyo. Il y étudie le design en télécommunication, mais abandonne ces études en cours d'année.
En 1998, il commence à construire ses bureaux dans le port de plaisance de Ginza,, puis il fonde en 2020 le studio de design graphique et d'illustration Bunpei Ginza.
En 2016, il est directeur artistique dans la publicité.

## Son travail
En 2010, il publie yPad, un objet entre le calendrier et le planificateur de projet.
Dans Wonderful Life with the Elements Wonderful Life with the Elements, il utilise des super-héros pour représenter les éléments de la tableau périodique des éléments et ainsi enseigner les bases de la chimie,.

## Œuvres

### Ouvrages traduits en français
Ses ouvrages sont traduits et publiés en français par la maison d'édition B42.
- Devenir un expert de rakugaki : Développer son imagination par le dessin selon Bunpei Yorifuji  (trad. du japonais), Paris, B42, 2016, 177 p. (ISBN 978-2-917855-76-8, BNF 45166316, présentation en ligne)
  - Ce livre montre au lecteur comment utiliser des dessins simple au traits minimalistes afin de faire passer des idées plus clairement, de manière élégante et concise.
- La vie merveilleuse des éléments, (traduit par Anne-Sophie Lenoir), 2018, 216 p.  (ISBN 9782917855959)
  - Le livre détaille à la fois les caractéristiques de chaque élément chimique, détaille leur présence et leur importance dans notre vie de tous les jours, dans l'environnement ou l'alimentation, les personnifie.
- Au cœur du caca, 2018, 174 p. (traduit par Patrick Honnoré)  (ISBN 9782490077076)
  - Sans tabou, l'auteur nous présente tous les aspects digestifs, de l'ingestion des aliments à leur défécation, les effets d'une alimentation saine ou malsaine et leur conséquences sur les cacas.
- L’échelle de l’esprit, ressentir les nombres par le dessin, 2021 (traduit par Patrick Honnoré)  (ISBN 9782490077601)
  - Partant du constat que visualiser des grandeurs immenses ou minuscules est difficile pour l'être humain, l'auteur rend accessible ces nombres à partir de visualisations, s'amuse avec les unités et la représentation du monde.
- Le catalogue de la mort, 2019 (traduit par Patrick Honnoré)  (ISBN 9782490077151)
  - Ce livre nous présente des statistiques diverses autour des causes et lieux de morts, et sa représentation dans diverses cultures.
- Le dessin et les mots, réflexions sur la pratique du design,  2021 (traduit par Sylvain Cardonnel) (ISBN 9782490077496)
  - Livre autobiographique, présentant tour à tour les expériences vécues par l'auteur au cours de sa carrière, entremêlées de réflexions sur la pratique du dessin et la transmission d'informations complexes.

### Autres ouvrages
- (en) Eiji Ōtsuka, Housui Yamazaki, Bunpei Yorifuji, Toshifumi Yoshida et Carl Gustav Horn, The kurosagi corpse delivery service, Milwaukie, Or., Dark Horse, 2006 (OCLC 77060172)
- (zh) 寄藤文平 et 藤田紘一郎 (trad. 吴锵煌), 大便书 : 迈向优质便便的幸福生活, 哈尔滨市, 北方文艺出版社,‎ 2008 (ISBN 978-7-5317-2310-3)
- (ja) 寄藤文平 et 藤田紘一郎, 『ウンココロ しあわせウンコ生活のススメ』, 東京市, 実業之日本社,‎ 2010 (ISBN 978-4-408-55016-9)
- (ja) ＹPad, 朝日新聞出版,‎ octobre 2010 (ISBN 978-4-02-330854-1)
- (zh) 寄藤文平 (trad. 宋振帅), 没创意, 还敢玩涂鸦, 南京市, 江苏文艺出版社,‎ 2011 (ISBN 978-7-5399-4529-3)
- (en) Wonderful Life with the Elements Wonderful Life with the Elements : The Periodic Table Personified, San Francisco, Calif, No Starch Press, septembre 2012, 208 p. (ISBN 978-1-59327-423-8)
- (ja) 寄藤文平, 地震イツモマニュアル, 東京市, ポプラ,‎ 2016 (ISBN 978-4-591-15108-2, OCLC 957079061)
- (ja) 寄藤文平 et 木村俊介, デザインの仕事